# Osowieci erőd
Az osowieci erőd (lengyelül: Twierdza Osowiec, oroszul: Крепость Осовец) egy 19. századi erődítmény, amelyet az Orosz Birodalom épített a mai Lengyelország északkeleti részén, hogy ellenőrizhessék a Biebza folyó mocsarain átvezető stratégiai jelentőségű átkelőket és vasutat. Az első világháború alatt súlyos harcok zajlottak érte, amikor az orosz helyőrsége több hónapon át védte a németek ellen, amely esemény a halottak támadása néven vált közismertté. Ma az erőd egyes részei látogathatóak a turisták számára, amelyek a Biebrza Nemzeti Park kezelésében állnak, de magának a nemzeti parknak a központja is itt található. A park látogatói számára fenntartott információs központ Osowiec-Twierdza településen található, amely az erőd határain belül helyezkedik el. Az erőd további részei továbbra is a lengyel hadsereghez tartoznak, és a belépés korlátozott, az I. erődbe például csak lengyel állampolgárok vagy minisztériumi engedéllyel rendelkezők léphetnek be.

## Jellemzői

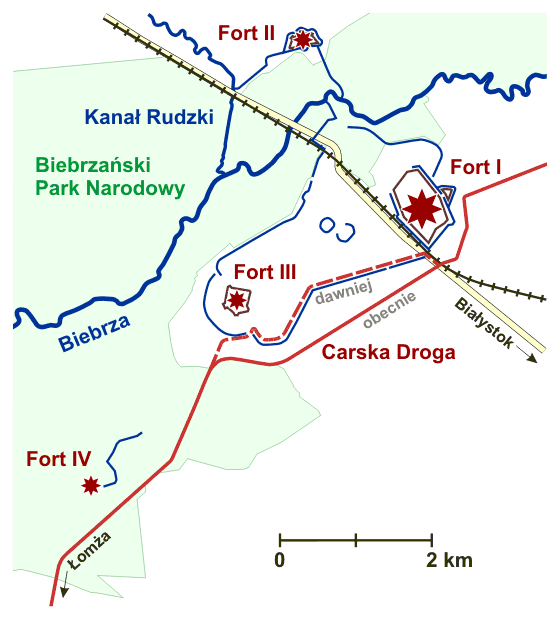
Az erődrendszer alaprajza

Az erődöt 1882 és 1892 között építették az Orosz Birodalom nyugati határainak Németországgal szembeni egyik védműveként, és ezt követően folyamatosan korszerűsítették, hogy megbirkózzanak a nagy erejű ostromtüzérség gyors fejlődésével. Az 1889–1893-as időszakban Nyesztor Bujnyickij hadmérnök fontos szerepet vállalt az erőd létrehozásában. A Biebrza folyó két oldalán elterülő erődítmény mindössze 50 km-re volt a Kelet-Porosz tartomány határától, mintegy 100 km-nyi szakaszon az egyetlen helyen, ahol a folyó mocsarain átkelhettek, így ezáltal egy létfontosságú ellenőrzőpontnak számított. Az állásokat körülvevő kiterjedt mocsarak és tőzeglápok megnehezítették a támadásokat. A stratégiai jelentőségű Białystok–Lyck–Königsberg-vasútvonal is áthaladt az erődön, és ott keresztezte a Biebrza folyót. A vasúti hídon kívül a folyón még két átkelési lehetőség nyílt: az egyik Guzy és Goniondz falvak között, a másik pedig Sosnya falutól hat kilométerrel délre, amelyet svéd gázlónak hívták, mert annak idején XII. Károly itt kelt át a hadseregével. A komplexum 4 részből állt, a II. erőd a folyó jobb partján terül el, míg a többi a bal oldalon áll.

## Építése
Az erőd építése már az 1870-es években felmerült, II. Sándor cár parancsára több mint 1000 hektár földet sajátítottak ki Osowiec falu közelében, és a lakosokat erőszakkal költöztették ki onnan, de az 1877-78-as orosz–török háború miatt ideiglenesen leálltak a munkálatok. 1882-ben III. Sándor parancsára kezdték meg az erőd építését ezen a földön a vasút védelme érdekében. Az elsőként felépített erőd, amely körülbelül két kilométerre volt a vasúti hídtól, közvetlenül a parttól balra haladó útvonalon, négy gyalogos hadosztályt és 60 ágyút tudott befogadni. Még az I. erőd elkészülte előtt megkezdődött a cárról elnevezett II. erőd építése, amely 1,25 kilométerre volt a vasúti hídtól és a jobb parton, ami megnehezítette a folyón való átkelést. Az ötszögletű objektumot gyalogság, tüzérség és utászok elszállásolására tervezték. 1886-ban, az I. erődtől két kilométerre délnyugatra, megkezdődött a III. erőd építése, amelyet a védett fekvésű svéd gázló után svéd erődnek neveztek el. 1892 és 1900 között épült egy új erődnek nevezett negyedik védmű. Az 1912-es mozgósítási teszt után az erődrendszert korszerűsítették: a cár, a svéd és az új erőd megerősített falakat kapott, a központi helyszínen új kaszárnyákat építettek, az első és a harmadik erőd között erdős területet extra védelemmel látták el. az egyik Szkobelevaja nevű domb tetején megkezdték az ütegek telepítését. Az első világháború kitörése miatt ezeket az épületeket már sietve kellett befejezni. Az első világháború kezdetén az erődítmény négy kisebb erődből állt, amelyeket sáncok és árkok kötöttek össze, amelyeket 69 rögzített és 24 mobil tábori ágyúval láttak el. A létesítményeket kezdetben téglafalazattal építették, de a IV. erődöt már beton felhasználásával építették. Ez volt az első ilyen jellegű védelmi célú betonépítmény a birodalomban, és az egyik legmodernebbnek tartották.

## Az első világháború idején

### Első német támadás (1914. szeptember)
1914 szeptemberében az erődrendszer körüli orosz védelmet megtámadta a német 8. hadsereg 40 gyalogos zászlóalja, mintegy 10 000 katona; a támadók jelentős számbeli fölényben voltak. Szeptember 21-ig a német előrenyomulás az erődöt a német tüzérség hatósugarába juttatta, amely tovább gyarapodott 60 darab 203 mm-es kaliberű üteggel, de ezeket csak szeptember 26-án tudták működésbe hozni. Két nappal később egy német frontális támadást vert vissza az orosz tüzérség. Másnap két orosz ellentámadás a német tüzérséget áttelepülésre kényszerítette, az erőd a német tüzérség hatósugarán kívülre került.

### Második német támadás (1915 eleje)
1915. február 3-án a német csapatok ismét megtámadták az erődöt. A támadás a német hadseregnek a keleti front kelet-porosz szakaszán történt általános offenzívája kapcsán történt, amely a második mazuri tavaki csatához vezetett. Heves harcok folytak az első védelmi gyűrűvel, amelyet az oroszok építettek ki az állásaik körül. Öt nap elteltével, 1915. február 9-én az oroszok visszavonultak egy előkészített második védekező álláshoz, amelyet az ásott árkok és géppuskafészkek megvédtek, és sikeresen ellenálltak. A rövidebb távolság miatt a németek most már közvetlenül Osowiecre lőhettek, ehhez 68 újabb tüzérségi fegyvert hoztak a helyszínre.
Az első védvonaltól való orosz visszavonulás lehetővé tette a német tüzérség számára, hogy február 13-án megkezdhesse az erődök bombázását. A német ostromlók 100 mm és 420 mm közötti kaliberű fegyvereket hoztak a helyszínre, köztük a hírhedt Big Berthákat, a tüzérség pedig négy percenként 360 lövésből álló sortüzeket lőtt. Az erőd a legsúlyosabb tüzérségi támadást 1915. február 14. és 16., valamint február 25. és március 5. között szenvedte el. Az egész héten át tartó tüzérségi zárótűz alatt 250 000 lövést adtak le a nehézfegyverekből, és körülbelül egymillió lövést adtak le a könnyű tüzérségi eszközökből. A német légierő is támogatta az ostromot, és bombákat dobott az ostromlott erősségre. Az osowieci erőd súlyos károkat szenvedett a bombázástól. Tűz ütött ki, és az épületek összeomlottak. Végül a helyszínek közötti kapcsolattartás már nem volt lehetséges. Mivel azonban az erőd körüli orosz védőgyűrűt ez idő alatt nem sikerült áttörni, a német csapatok beásták magukat, és az ostrom júliusig elhúzódott.
Időnként helytelenül állítják azt, hogy az orosz ellentűz két német nehéz üteget elpusztított, ezeket a fegyvereket idő közben máshová szállították bevetésre.

Német támadás 1915 augusztusában

### Harmadik német támadás: „a halottak támadása” (1915. július-augusztus)
Az időközben felkészülő németek július elején teljes frontális offenzívát indítottak Osowiec ellen: a támadásban 14  gyalogos zászlóalj, egy utász zászlóalj, 24–30 nehéz ostromfegyver és 30 harci gázzal felszerelt tüzérségi üteg vett részt Paul von Hindenburg tábornagy vezetésével. Az orosz védelmet a 226. Zemljanszkij gyalogezred 500 katonája és 400 milicista jelentette.
A németek tudták, hogy az oroszoknak nincs gázálarcuk, ezért a klórgázt választották. A németek augusztus 6-án 4 óráig várták a kedvező szélviszonyokat, amikor is a támadás rendszeres tüzérségi bombázással és a klórgázzal kombinálva kezdődött. A gázálarccal ellátott német csapatok 14 zászlóalja megkezdte a bevonulást: elől a felderítők és az utászok tisztították meg az utat, őket a gyalogság követte két soros vonalba rendeződve. A néhány haldokló orosz egyéni ellenállását gyorsan letörték, majd elfoglalták az erőd területét. Miután átjutottak a falon, és a belső erődítmények felé haladtak abban a hitben, hogy a helyőrséget teljesen felszámolták, ám szörnyű meglepetés érte őket. Az ezt követő csata „a halottak támadása” (Атака мертвецов) néven vált ismertté és legendává az antant sajtója körében.
Az oroszok nedves rongyokat tekertek az arcukra, hogy kiszűrjék a gáz egy részét. A legtöbb katona meghalt, de a gáztámadás ellenére az orosz 8. és a 13. század magasabbra húzódó mintegy 100 katonája életben maradt, a néhány túlélő pedig Vlagyimir Karpovics Kotlinszkij alhadnagy vezetésével (a magasabb rangú tisztek mind meghaltak addigra) szuronnyal támadt a megdöbbent németekre. Az oroszok még súlyos kémiai égési sérülések ellenére is képesek voltak visszaverni a támadást, mivel az ellenfél sokkot kapott a félholtan, a gáz által szétmart bőrrel és arccal rohamozó emberek látványától, (akik bizonyos források szerint vizelettel átitatott alsóing-foszlányokkal borítottak be az arcukat a gáz ellen védekezve) ráadásul minden mozdulattal, lélegzetvétellel vért és tüdőfoszlányokat öklendeztek véres egyenruhájukra, valamint a végzetes tüdőkárosodás miatt a szokásos csatakiáltás helyett némán törtek elő. A német erők pánikba estek az orosz férfiak láttán, pánikolva és rendezetlenül visszavonultak, többekkel a saját szögesdrótjuk végzett. Az orosz helyőrség súlyos veszteségeket szenvedett, de néhány katona a végső roham és a klórgáztámadás után is életben maradt. 11 órára a védelmi vonalak ismét orosz kézbe kerültek.

Néhány nappal később Lengyelország északkeleti részén megkezdődött az orosz csapatok nagymérvű kivonása. Ennek eredményeként az osowieci erőd elveszítette jelentőségét. Augusztus 18-tól kezdődően az erődöt kiürítették. A védők megpróbáltak mindent felrobbantani, ami nem volt elvihető, vagy már romokban állt. 1915. augusztus 22-én az oroszok elhagyták Osowiecet, ezt követően 1915. augusztus 25-én a német csapatok elfoglalták az üres és nagyrészt elpusztított létesítményeket. Az erődöt a németek katonai börtönné alakították. A központi erőd csak kevéssé sérült meg a bombázás során, így elég volt elbarikádozni és berácsozni a kazamatákat, az így létrehozott börtönt a háború végéig használták.

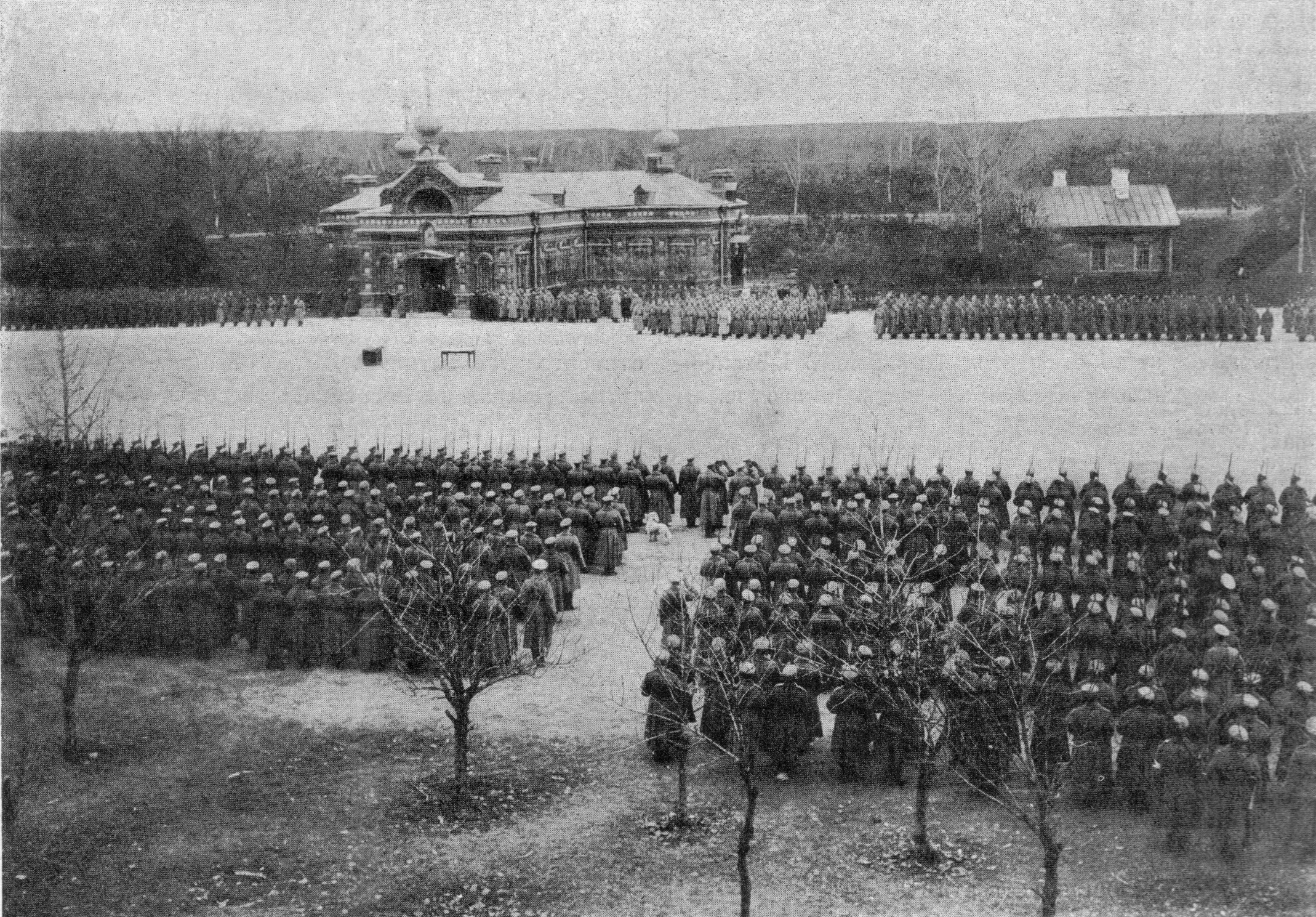
Orosz csapatok az erőd udvarán 1915-ben
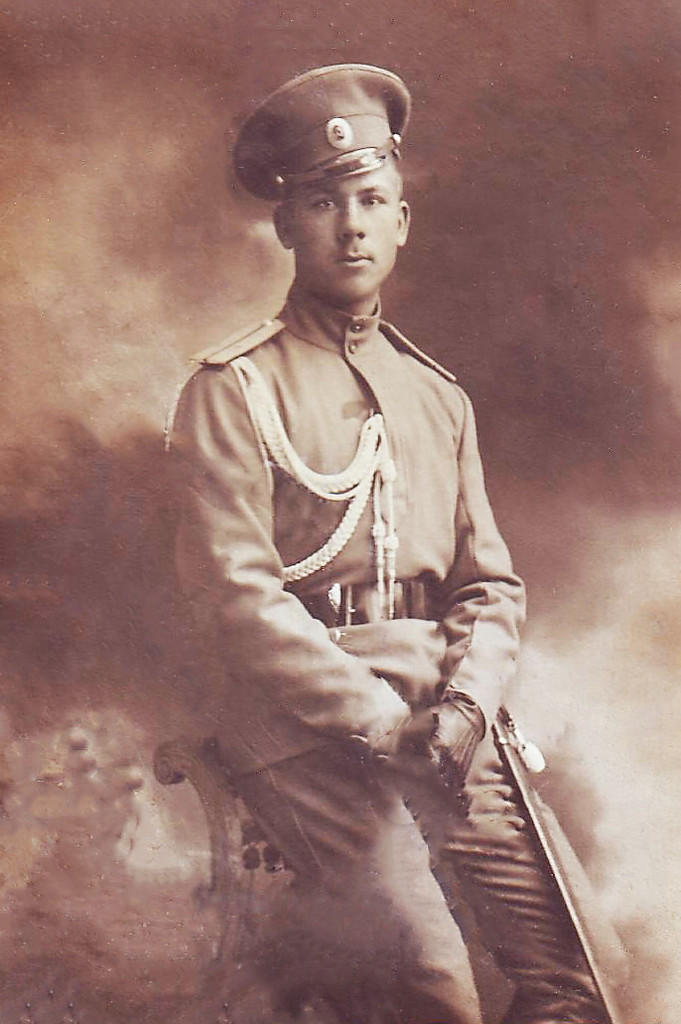
Vlagyimir Karpovics Kotlinszkij alhadnagy
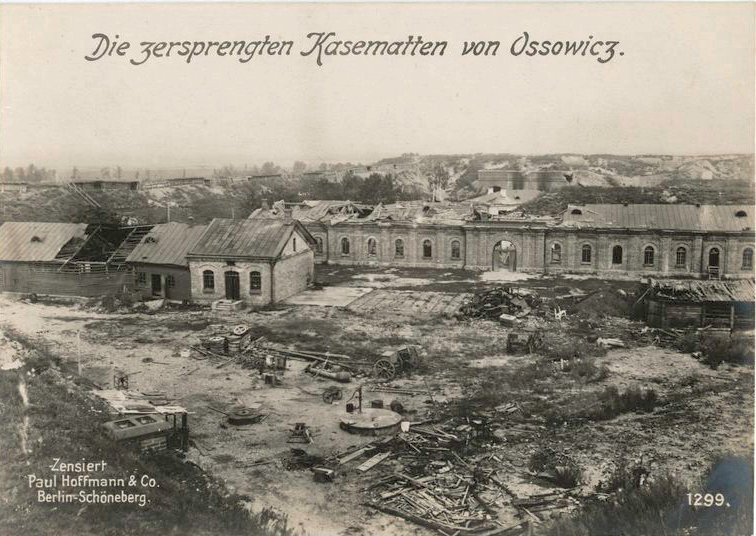
A németek által elfoglalt romok 1915-ben
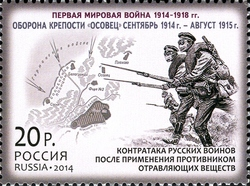
Orosz emlékbélyeg az I. világháború 100. évfordulója alkalmából, amely a halottak támadásáról emlékezik meg

## A második világháború végéig
Az első világháború után az új tulajdonos, a Második Lengyel Köztársaság felújította Ozowiec egyes részeit, és lengyel hadsereg egységeinek, köztük a Biztonsági Tisztviselők Központi Iskolájához tartozó Határvédelmi Hadtest elhelyezésére és kiképzésére használta fel. A 135. tartalékos gyalogezred ebből az iskolából jött létre, miután a Harmadik Birodalom a második világháború kezdetén betört Lengyelországba. A lengyelek szeptember 13-án elhagyták az erődöt. A németek elfoglalták, de szeptember 25-én a Molotov–Ribbentrop-paktumnak megfelelően átadták a szovjet 20. gépesített lövészdandárnak. Utána Osowiecet a szovjet Vörös Hadsereg 10. hadserege szállta meg. A németek 1941. június 27-én a Barbarossa hadművelet során visszafoglalták Osowiecet , az erőd ekkor lőszerlerakatként szolgált. 1944. augusztus 14-én a szovjet 49. és 50. hadsereg elfoglalta három erődöt a Bagratyion hadművelet offenzívája során. A II. erőd azonban 1945 januárjáig német kézben maradt, amikor a Visztula–Odera-hadművelet idején végül feladták.

## Az erőd későbbi sorsa
1953-ban az erődöt a lengyel légierő lőszerraktáraként hasznosították, amelyet 1998-ban a 11. regionális utánpótlási bázissal vontak össze.  2011-ben az osowieci helyőrség a 2. regionális logisztikai bázis része lett. Az erőd egy része napjainkban múzeumként működik, emellett a Biebrza Nemzeti Park kiállítóhelyeként működik, mivel az épületegyüttes különleges történelmi múltja mellett egyedülálló természeti környezetben fekszik, így népszerű turistalátványosság.

## Osowiec kulturális hatásai
2014-ben az orosz posta 4 bélyegből álló sorozatot adott ki az első világháború centenáriuma alkalmából. A jelentős orosz események közül az egyik az osowieci erőd 1915-ös ostroma.
2019-ben a svéd power metal zenekar, a Sabaton kiadta a The Great War című albumukhoz tartozó dalt The Attack Of The Dead Men címmel, amely az első világháború alatt az erődnél lezajlott eseményekről emlékezik meg. Az ismert orosz metál zenekar, az Arija is kiadott egy dalt az eseményről Атака Мертвецов (Attack of the Dead) címmel a 2014-es Через все времена (Through All Times) című albumukon.
A történetet a részben fehérorosz Wargaming egy saját rövidfilmben dolgozta fel.

## Galéria

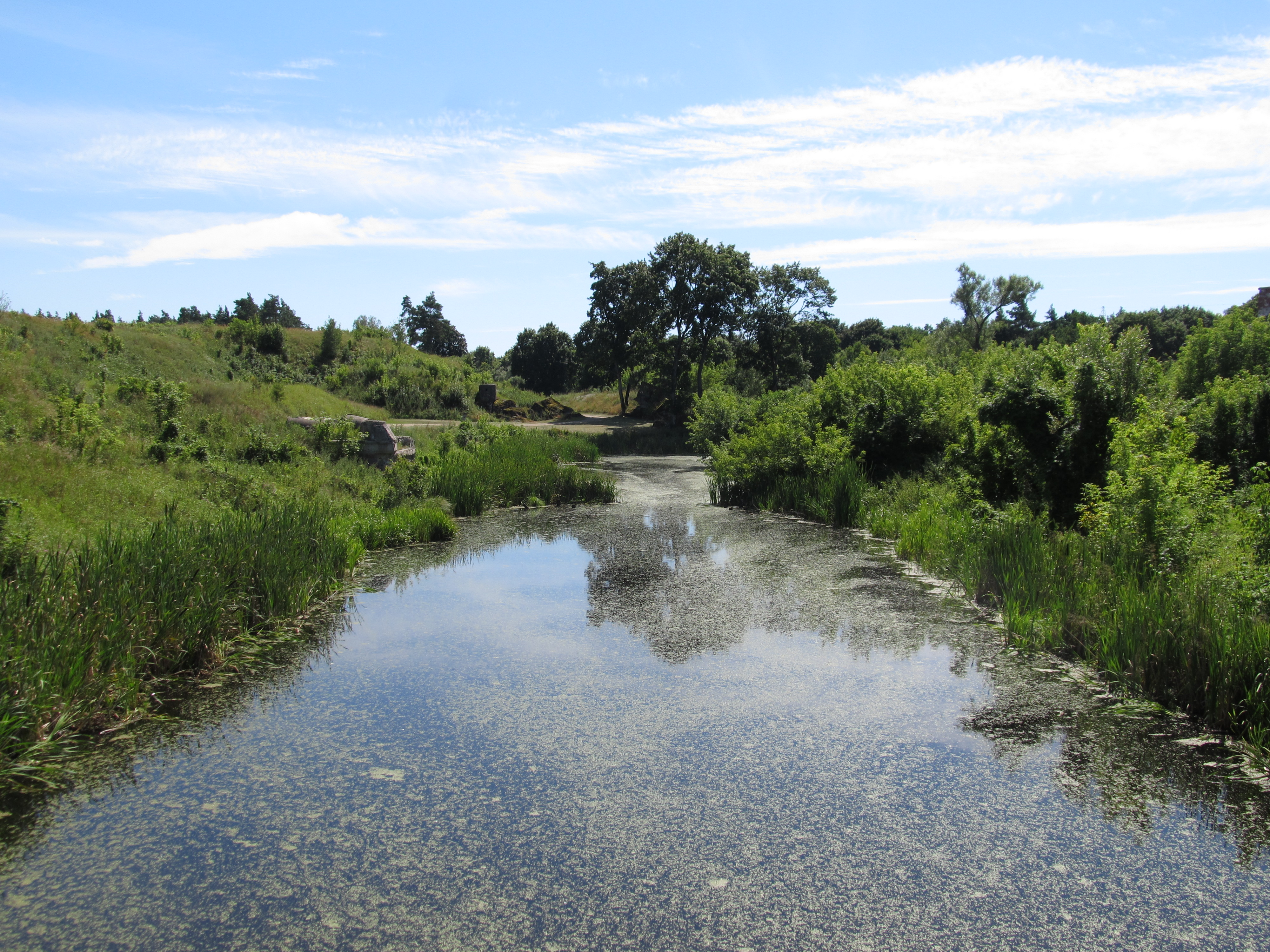
Az erődöt övező mocsaras-lápos vidék
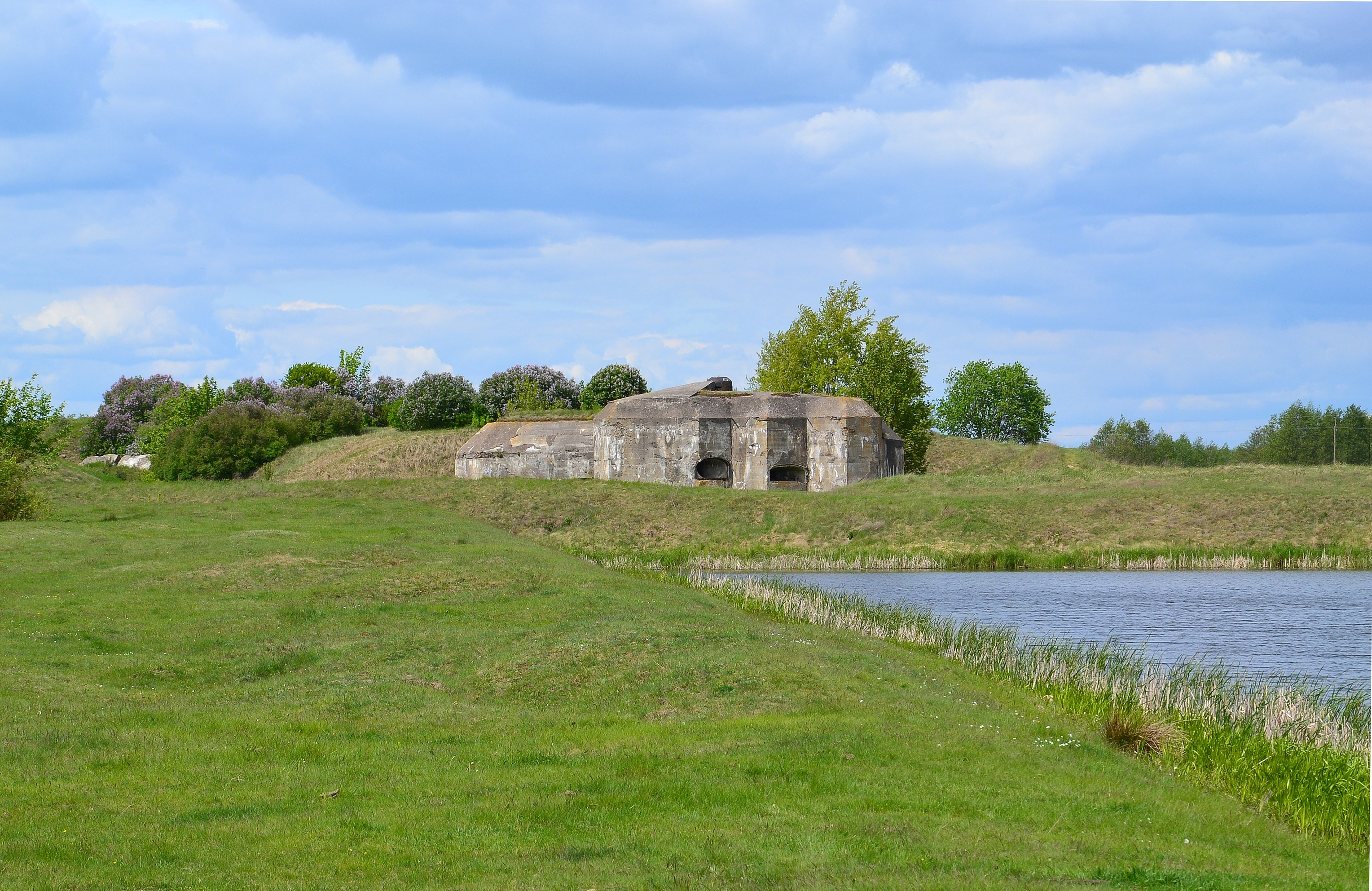
A II. erőd
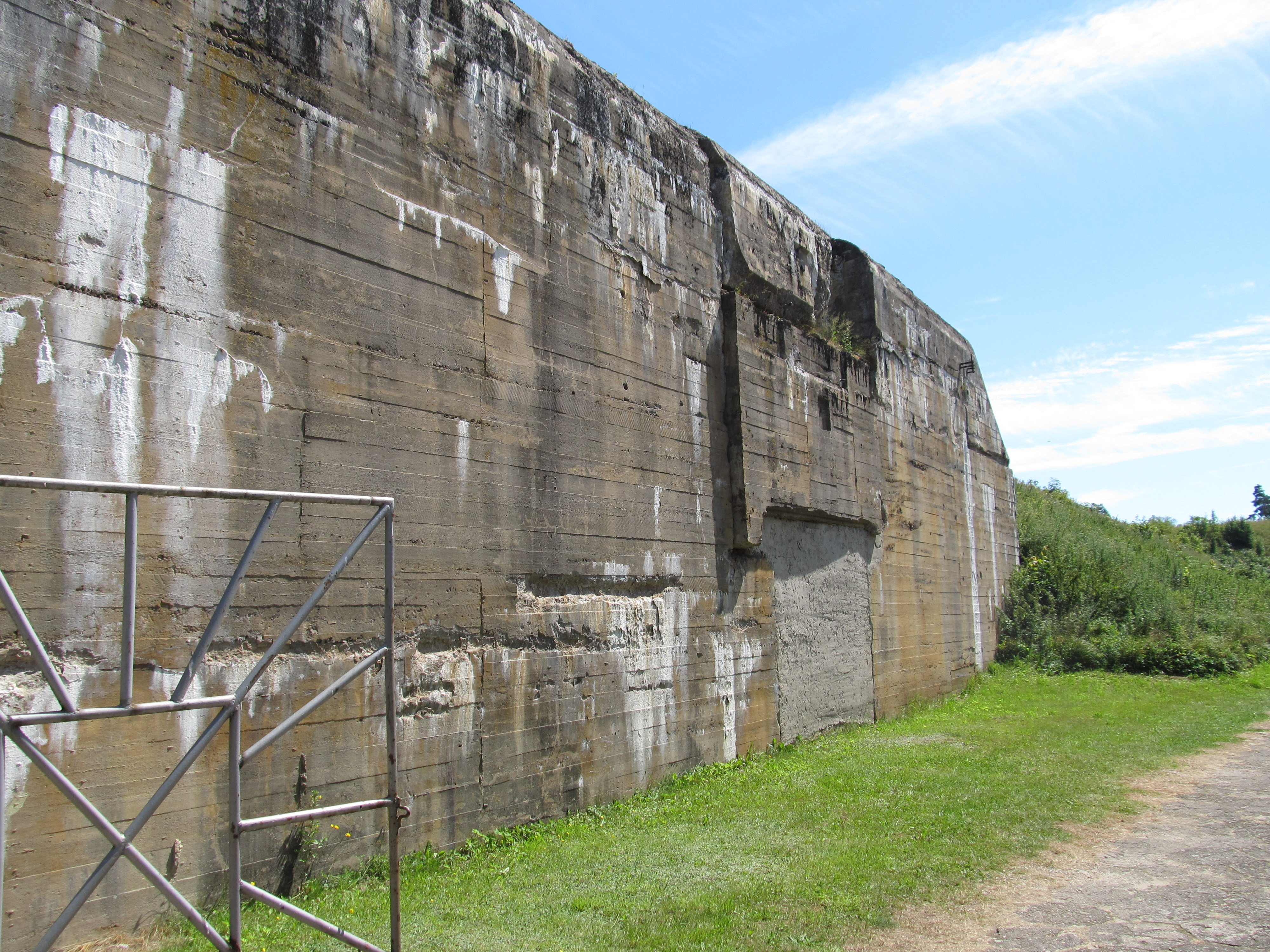
Az első orosz betonbunker fala
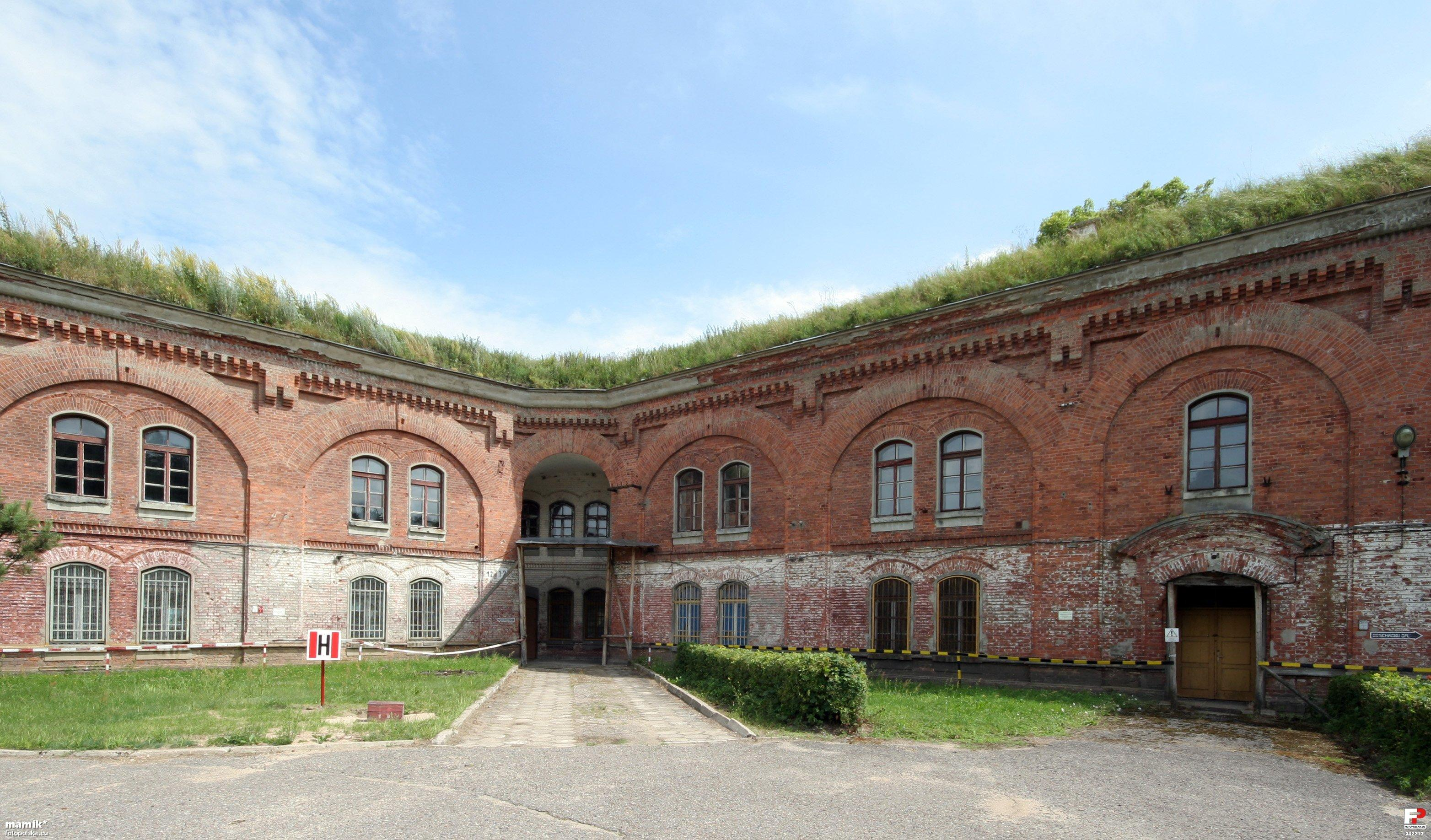
Az erőd udvara
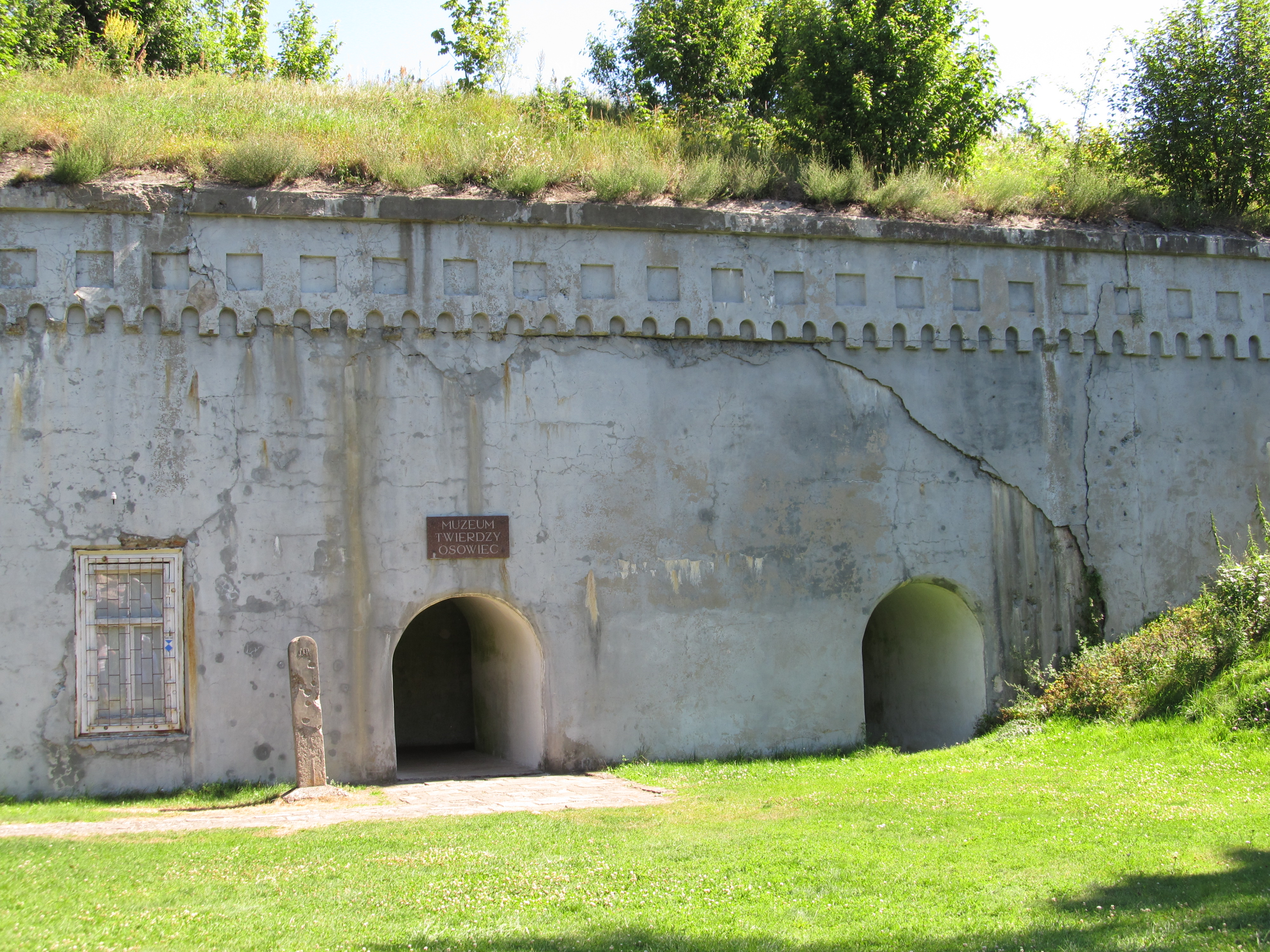
Kazamaták
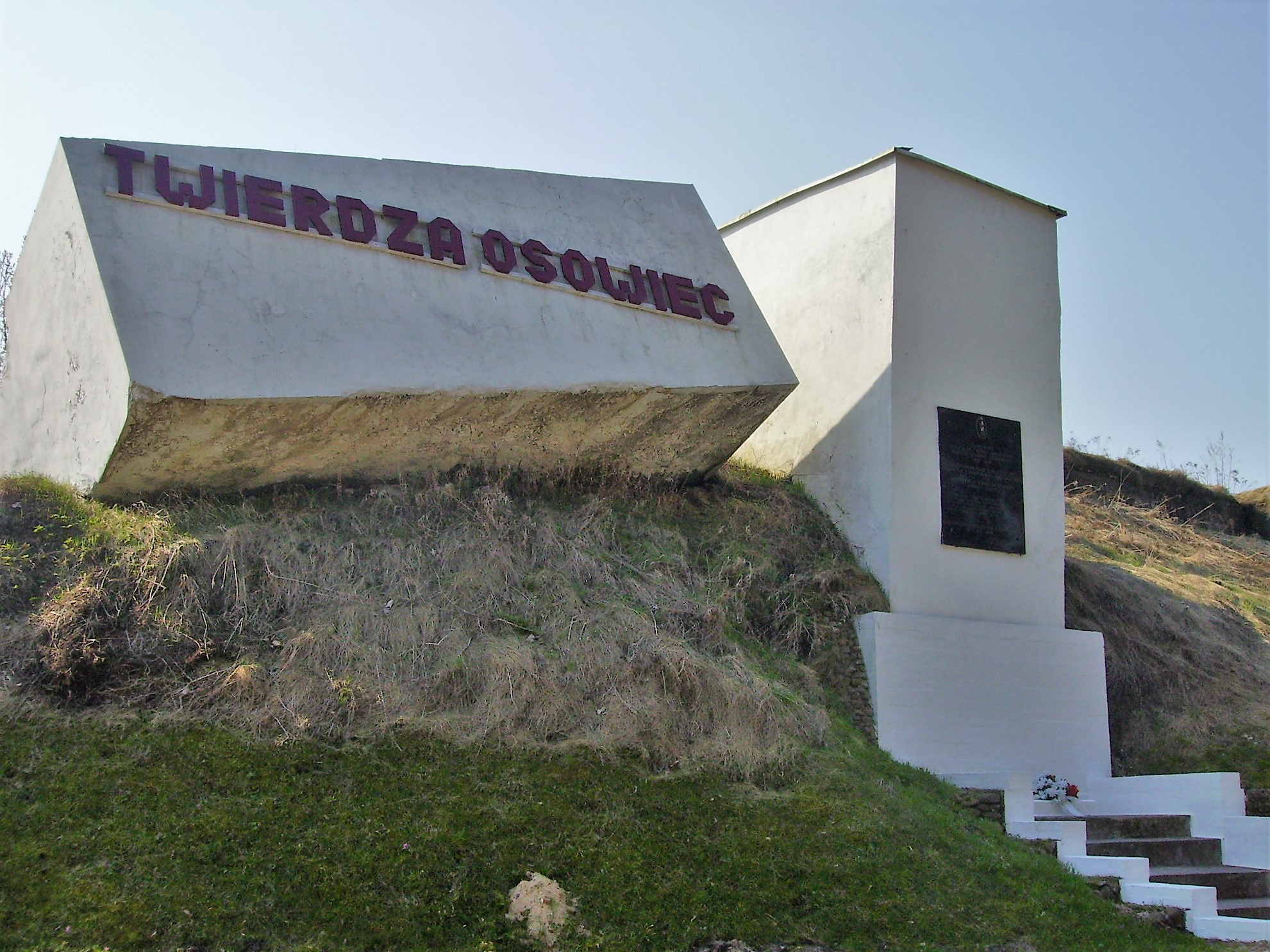
A csata emlékműve
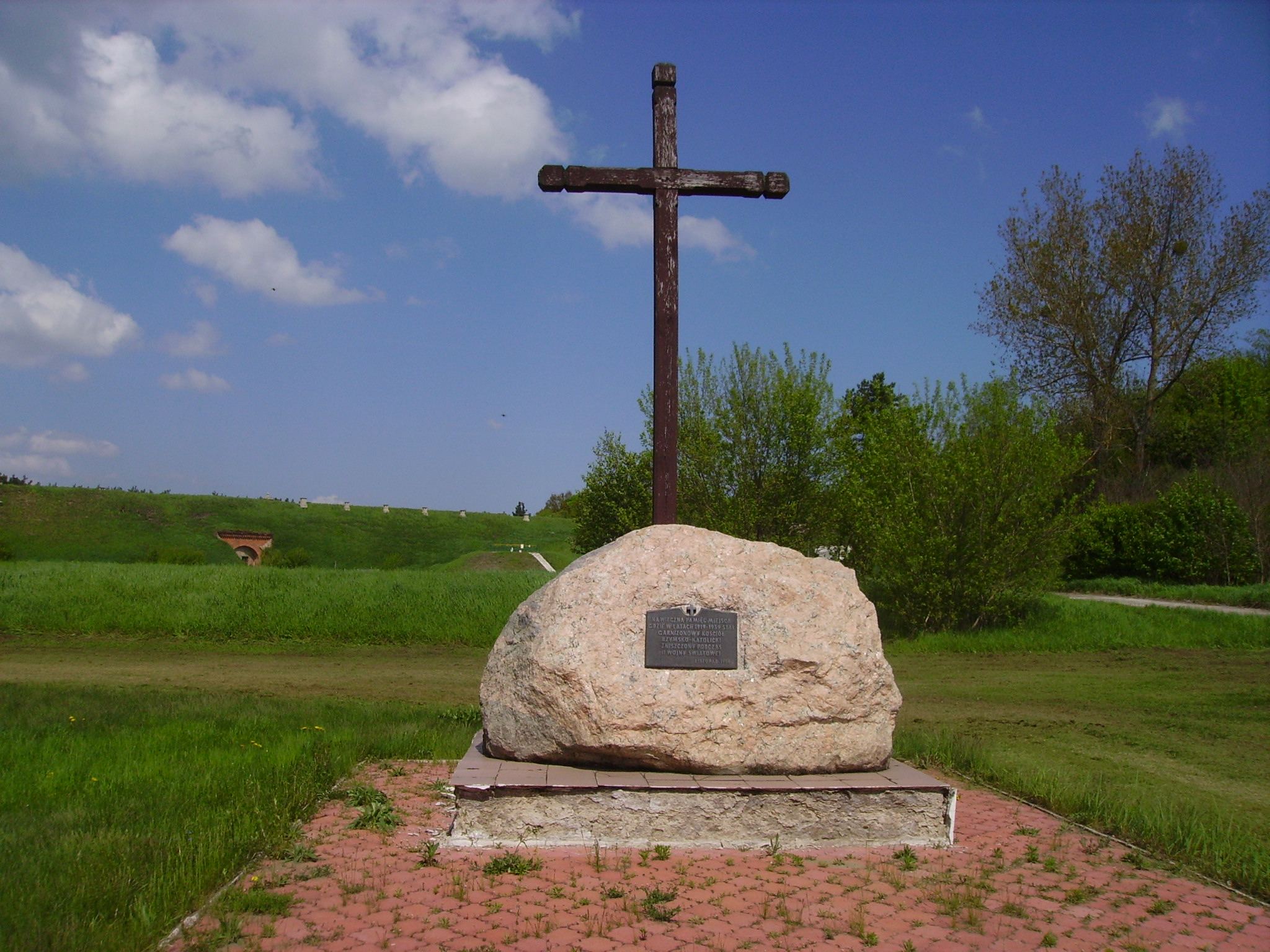
Kereszt és emléktábla az elpusztult templom helyén
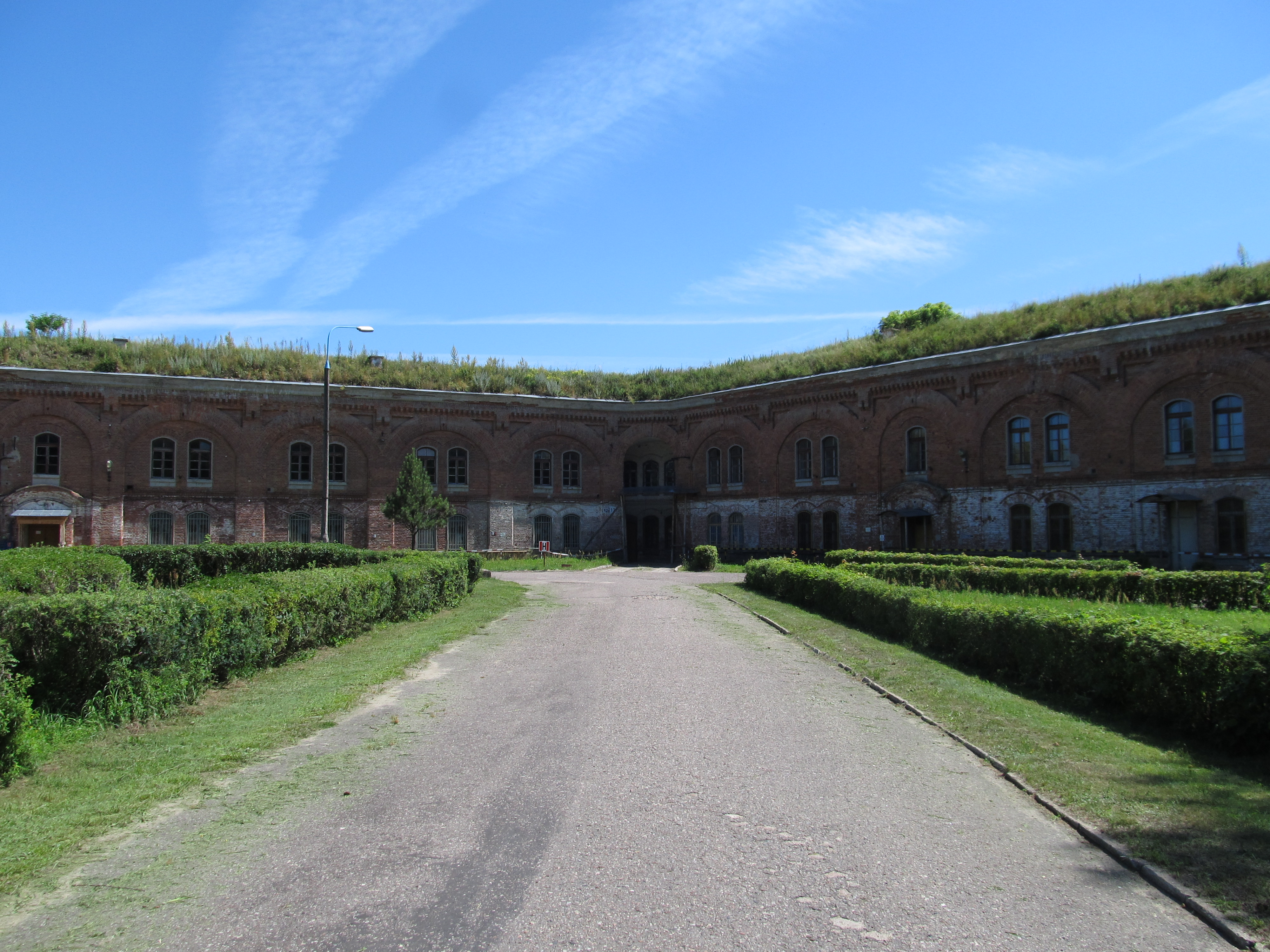
Vastag földréteg az épületek tetején
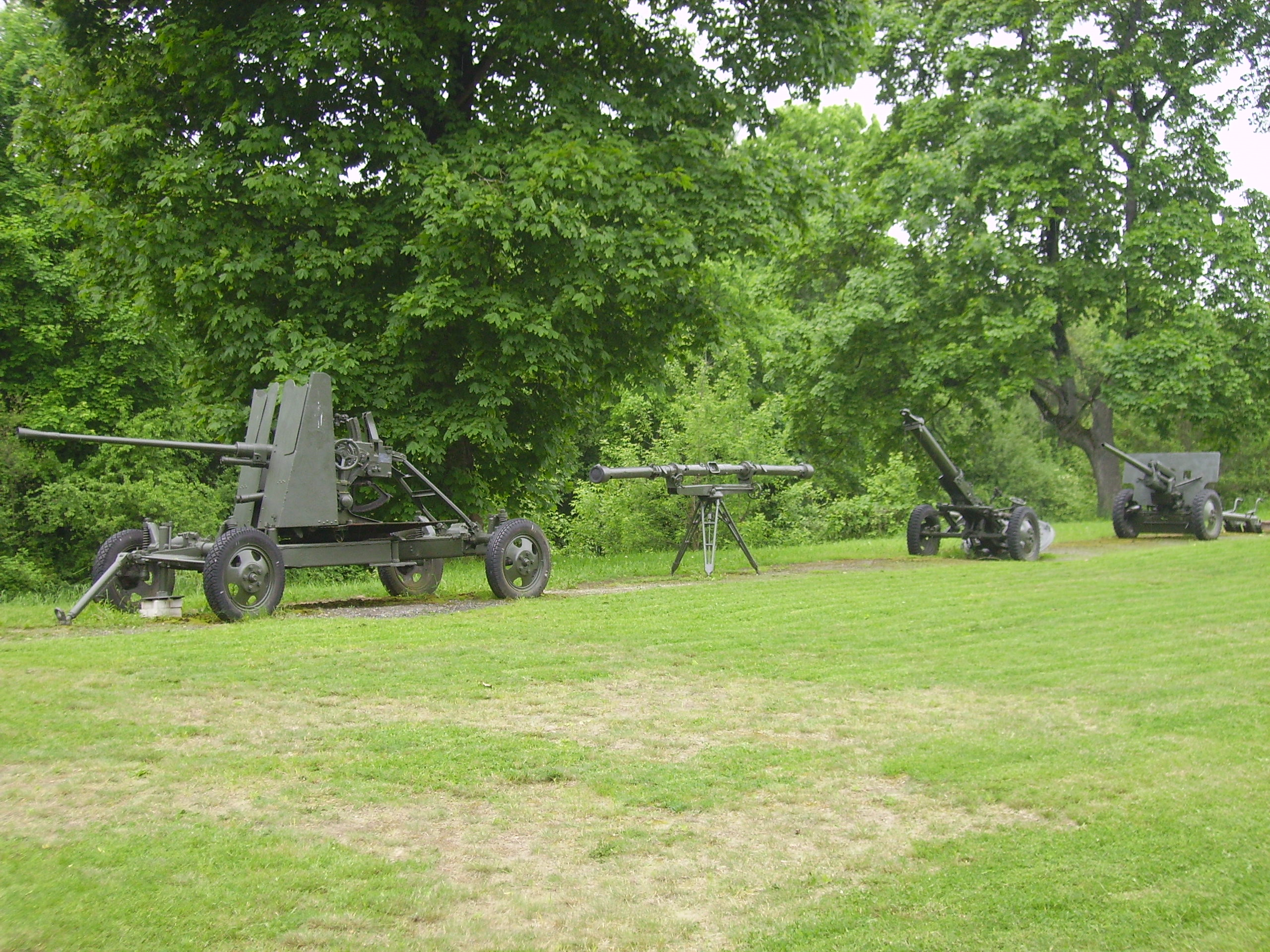
Második világháborús hadifelszerelések kiállítva az udvaron
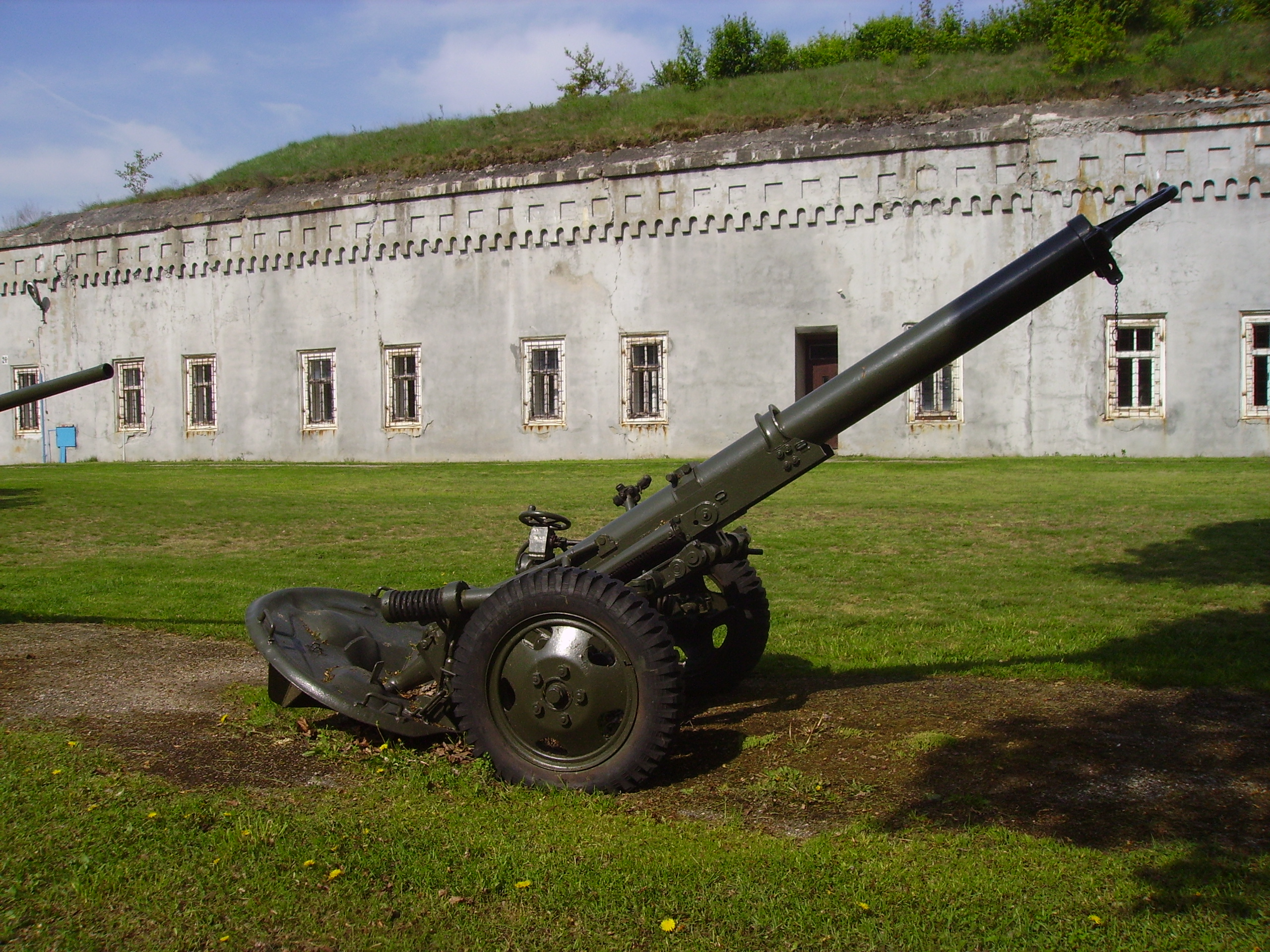
160 mm-es szovjet aknavető
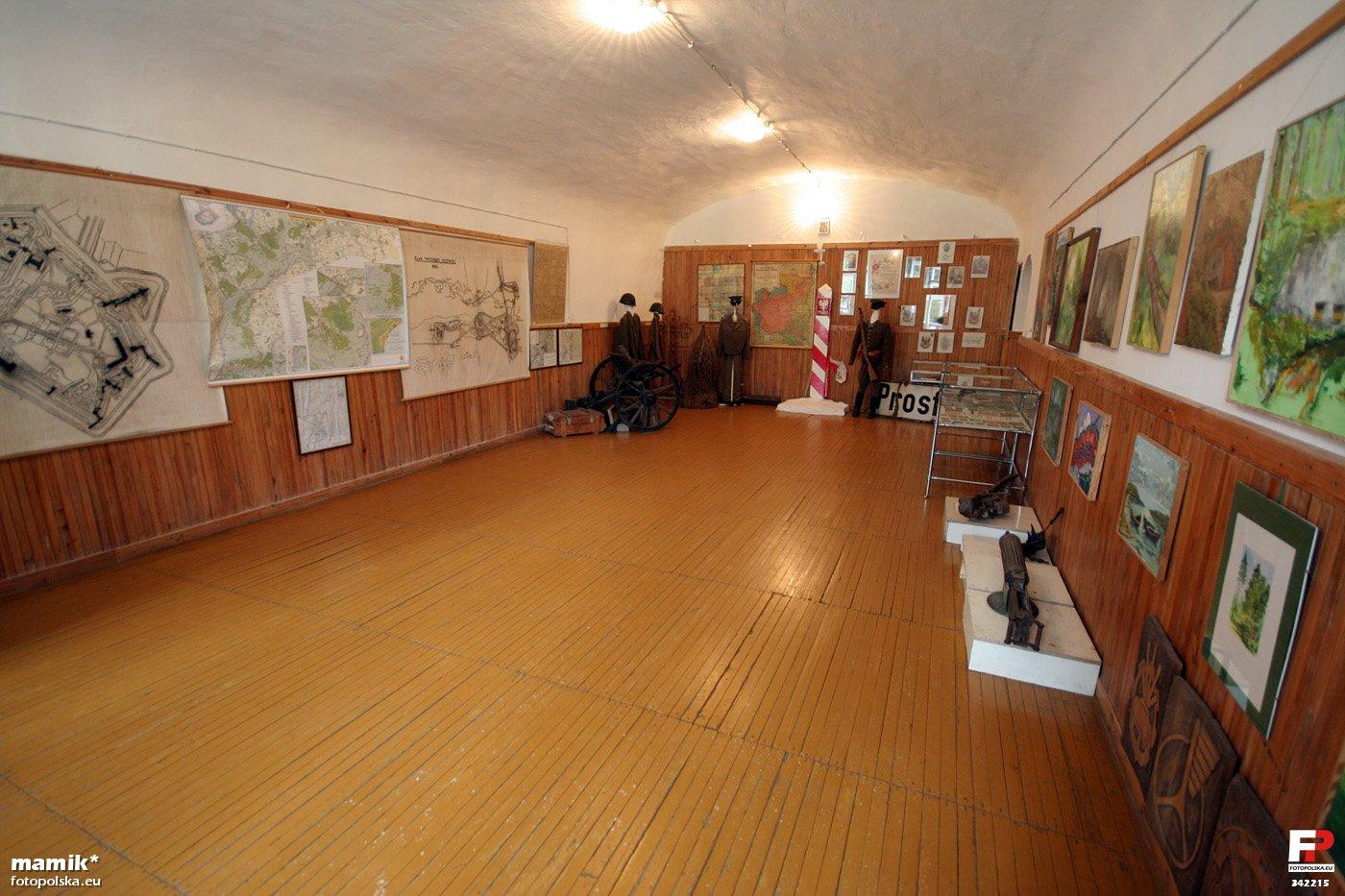
Kiállítás az épület belsejében
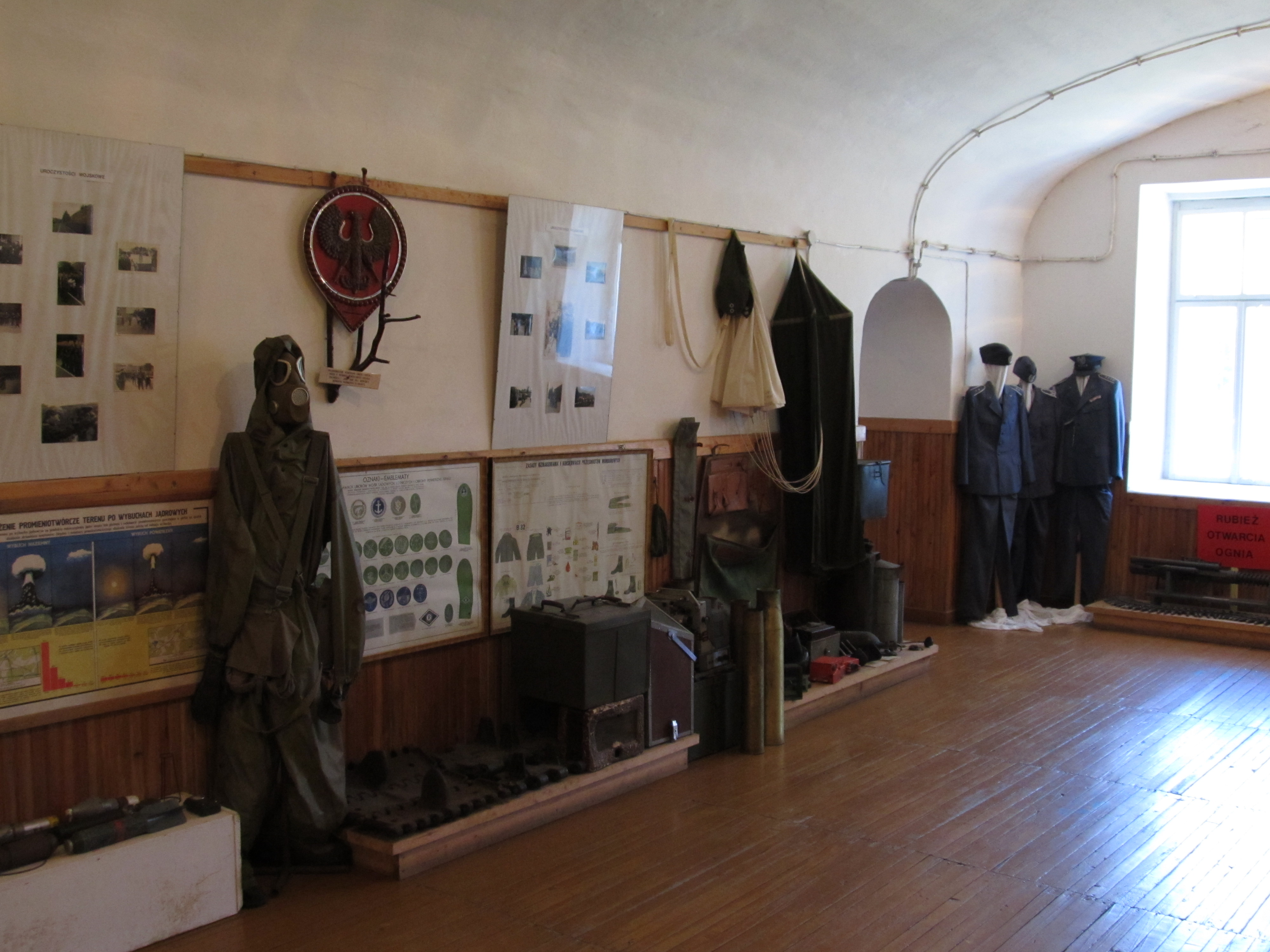
A lengyel kiképzőközpont emlékei

## Fordítás
- Ez a szócikk részben vagy egészben  az   Osowiec Fortress című angol Wikipédia-szócikk ezen változatának fordításán alapul.  Az eredeti cikk szerkesztőit annak laptörténete sorolja fel. Ez a jelzés csupán a megfogalmazás eredetét és a szerzői jogokat jelzi, nem szolgál a cikkben szereplő információk forrásmegjelöléseként.
- Ez a szócikk részben vagy egészben  a   Festung Osowiec című német Wikipédia-szócikk ezen változatának fordításán alapul.  Az eredeti cikk szerkesztőit annak laptörténete sorolja fel. Ez a jelzés csupán a megfogalmazás eredetét és a szerzői jogokat jelzi, nem szolgál a cikkben szereplő információk forrásmegjelöléseként.